# Epilissus cuprarius
Epilissus cuprarius är en skalbaggsart som beskrevs av Leon Fairmaire 1889. Epilissus cuprarius ingår i släktet Epilissus och familjen bladhorningar.

## Underarter
Arten delas in i följande underarter:
- E. c. serindicus
- E. c. discretus